# Hôpital Saint-Yves
L'hôpital Saint-Yves est un établissement fondé à Rennes en 1358 sous le nom de « Maison Dieu Saint-Yves ». Il fait partie d'un réseau indépendant de plusieurs hôpitaux de la ville avant d'en devenir le principal au milieu du XVIe siècle. 
Originellement situé sur les quais de la Vilaine, l'hôpital déménage en 1858 au nord du centre-ville et devient l'hôtel-Dieu de Rennes. Les chanoinesses Augustines de la Miséricorde de Jésus, qui ont géré l'hôpital Saint-Yves puis l'hôtel-Dieu jusqu'en 1896, gèrent désormais la clinique Saint-Yves, dans le quartier Saint-Hélier.

## Situation et accès
À sa fondation, l'hôpital Saint-Yves est situé dans le centre-ville de Rennes, dans la partie ouest du quartier Centre. Il est bordé au nord par la rue Saint-Yves et à l'ouest par le port Saint-Yves, aujourd'hui dénommé rue Le Bouteiller.
Un cimetière est présent à l'ouest de l'établissement, au-dessus du port.

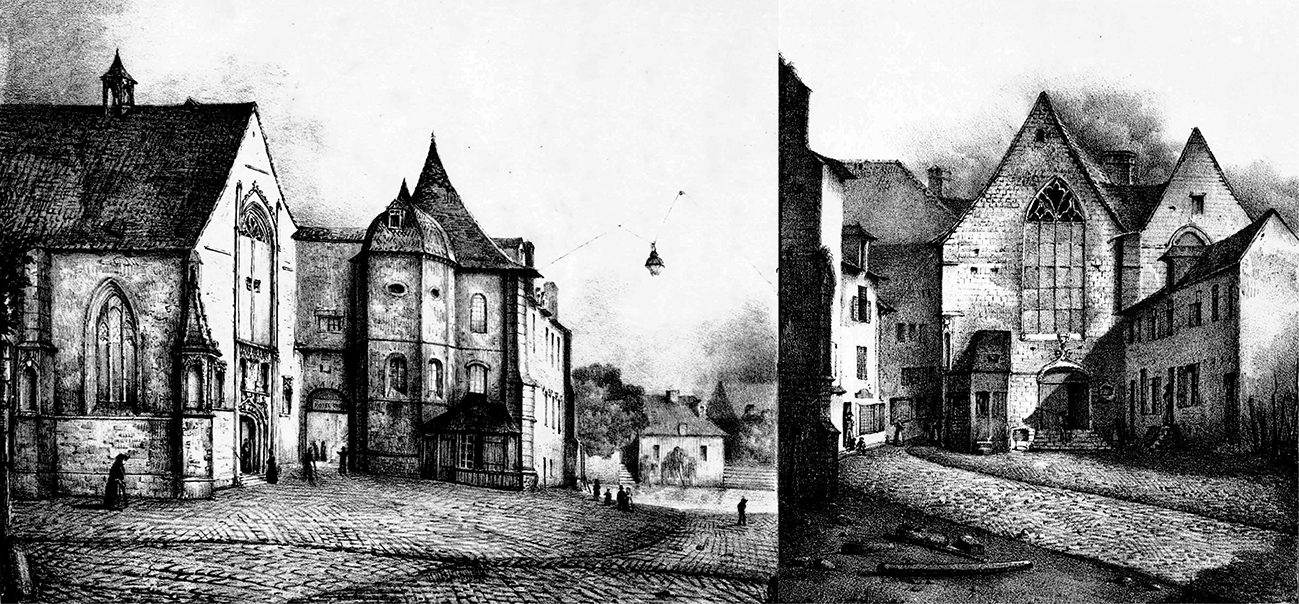
Lithographie de l'hôpital Saint-Yves, à gauche.
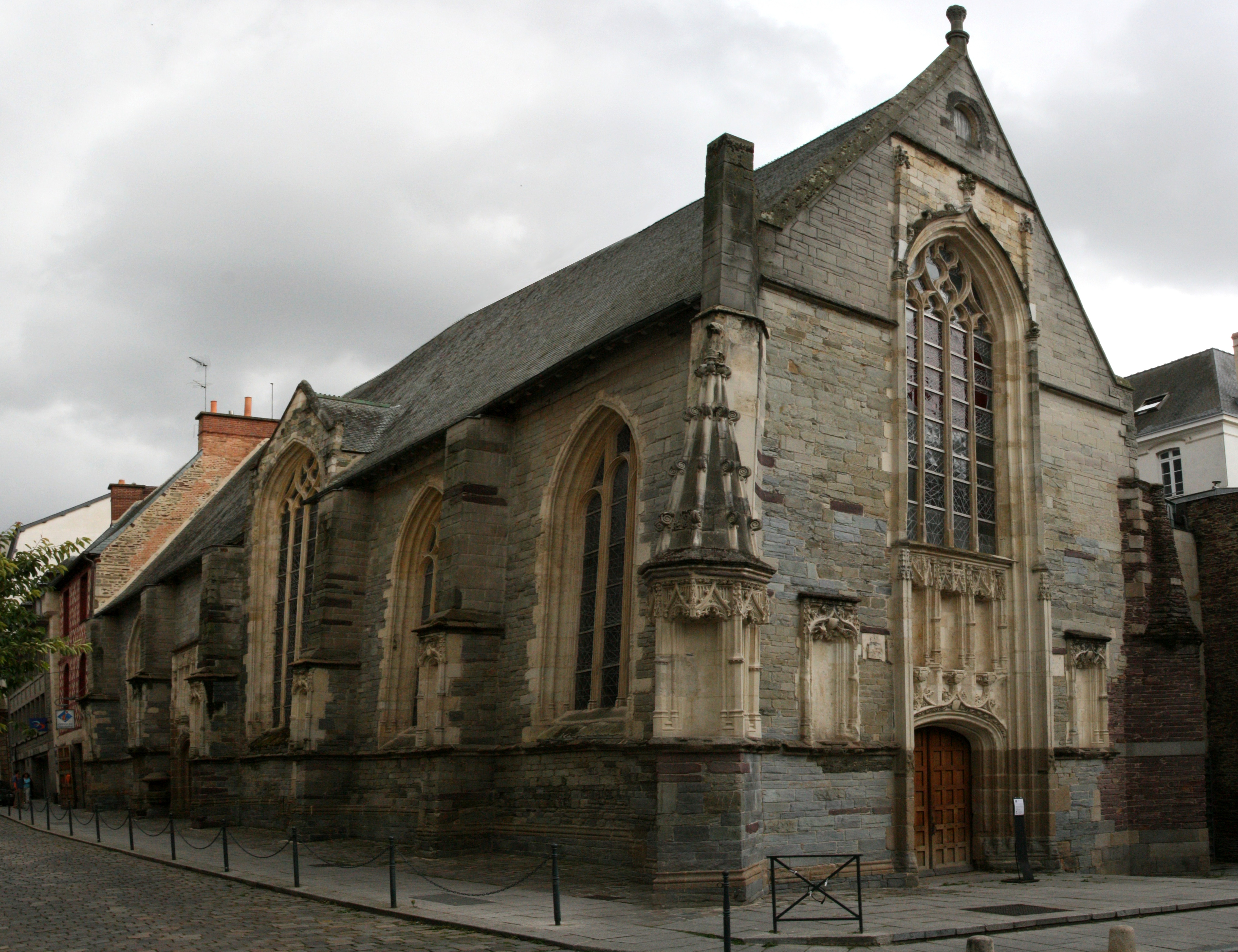
La chapelle Saint-Yves en 2008.

## Histoire
L'hôpital Saint-Yves est fondé en 1358 par le chanoine Eudon le Bouteiller, selon l'historien Amédée Guillotin de Corson. Il établit l'hôpital au sein de son manoir et de ses dépendances situés près de la porte Aivière. Le Bouteiller choisit le patronage de saint Yves pour nommer l'établissement, le saint étant comme lui originaire de Tréguier,.

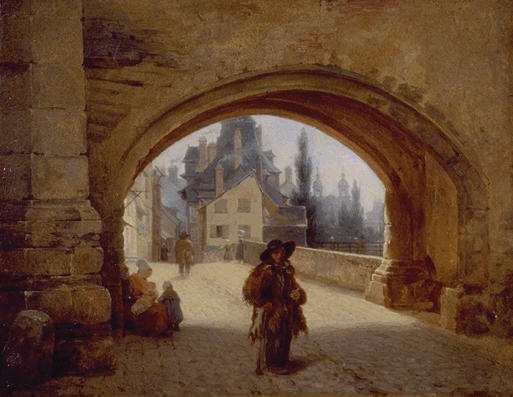
Arcade de l'hôpital Saint-Yves au XIXe siècle

L'hôtel-Dieu Saint-Yves grandit au fil des siècles : en 1453, le duc de Bretagne accorde l'occupation d'une partie des rives de la Vilaine pour installer une buanderie, puis en 1494 une chapelle est reconstruite. La chapelle sert également de salle de réunion aux assemblées municipales, la ville de Rennes n'ayant pas encore d'hôtel de ville. Elle sert également de salle pour les malades, selon des mentions de 1583. À cette date, l'hôpital compte 82 lits
Au XVIe siècle, les hôpitaux connaissent des difficultés financières dans tout le royaume. À Rennes, la plupart des hôpitaux ferment et l'hôpital de Sainte-Anne, situé à la place du même nom, passe sous la gestion de l'hôpital Saint-Yves en 1557. L'hôpital Saint-Yves est le seul hôpital de la ville mentionné dans les archives en 1536.
En 1628, l'hôpital est agrandie avec de nouvelles salles pour les malades, à l'ouest de la cour. À partir de 1644, la gestion de cet hôpital est confiée aux chanoinesses Augustines de la Miséricorde de Jésus, via un traité avec la ville,. Avec l'affluence des dons, l'hôpital rachète les immeubles mitoyens et s'agrandit régulièrement.

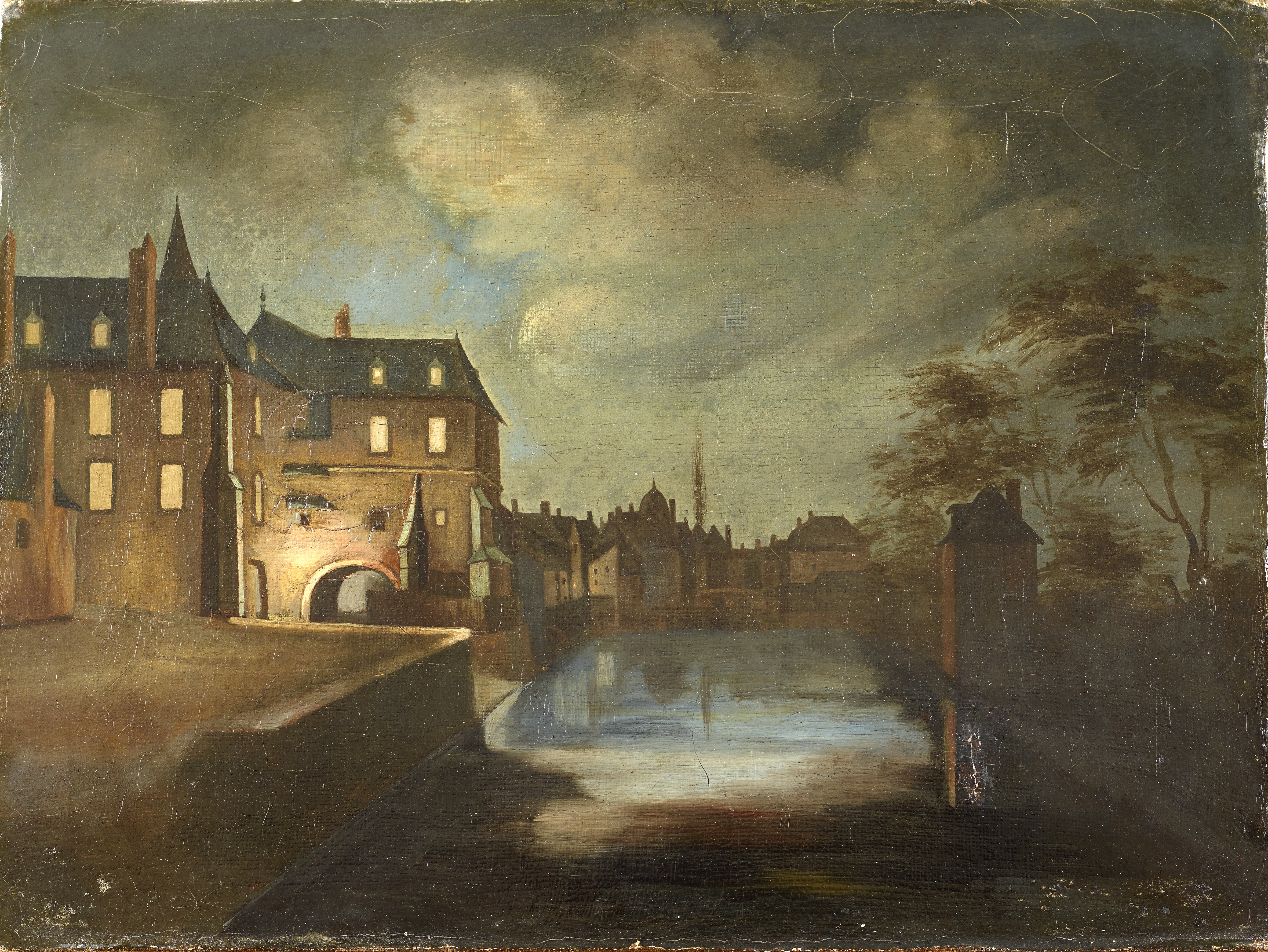
Peinture de l'hôpital au XIXe siècle au bord du canal, au premier plan.

En 1675, durant la révolte du papier timbré, des blessés de l'émeute antifiscale du 18 avril y sont soignés. Décidés à punir des factieux pour l'exemple, le duc de Chaulnes et le marquis de Lavardin y font saisir trois des émeutiers soignés là.

### Construction d'un nouvel hôpital et démolition
Après cinq siècles d'activité, les locaux vétustes posent de plus en plus problème : en 1836 la charpente menace de s'effondrer et des piliers sont installés dans les salles d'hospitalisation pour la soutenir. En 1853, des incendies volontaires endommagent définitivement l'hôpital. Les chirurgiens se plaignent également de la salubrité des lieux, avec un manque de salles dédiées aux opérations et un manque d'hygiène entraînant des infections nosocomiales.

## Postérité

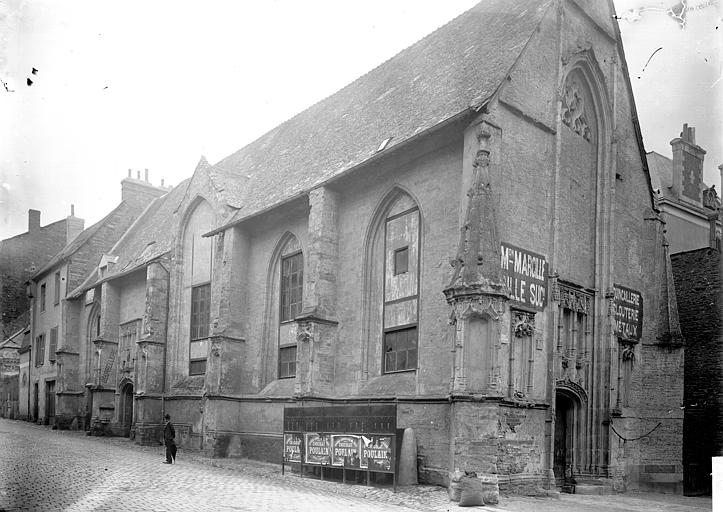
La chapelle Saint-Yves dans les années 1980.

L'hôpital Saint-Yves est partiellement détruit vers 1860 pour permettre l'alignement des quais dans le cadre de la canalisation de la Vilaine,. 
Au départ des sœurs augustines, la chapelle est vendue à des particuliers. Les fenêtres sont murées et un logement privé est construit à l'étage. Le rez-de-chaussée sert de quincaillerie pendant plusieurs années, avec l'exposition d'appareils d'électroménagers à vendre sur le parvis,. La bâtiment est classé monument historique le 10 mars 1945 et racheté par la ville en 1981 qui y effectue des travaux de réhabilitation. La chapelle est ensuite utilisée par l'office de tourisme jusqu'en 2019.